# Dubbelt medborgarskap

Karta över länder som tillåter dubbelt medborgarskap (gröna) och länder som inte gör det (röda)

Dubbelt medborgarskap innebär att man är medborgare i två länder på samma gång. En orsak till en sådan situation är att olika länder hanterar olika system för nationalitet vid födsel. Vissa stater, till exempel USA, följer ius soli, där man blir medborgare om man är född inom statens territorium. Andra stater hanterar jus sanguinis, där föräldrarnas nationalitet är avgörande. En annan orsak till dubbelt medborgarskap kan vara att föräldrarna har medborgarskap i olika stater, som båda tillämpar jus sanguinis.

## I Sverige
Enligt en lag från 1 juli 2001 får nyblivna svenska medborgare behålla sitt dittillsvarande utländska medborgarskap om lagen i det andra landet tillåter det.
Förlust av medborgarskap när personen i fråga fyller tjugotvå år, kan ske om denne
1. är född utomlands,
2. aldrig haft hemvist i Sverige, och
3. inte heller varit här under förhållanden som tyder på samhörighet med landet.[2]

Migrationsverket prövar ärenden enligt lagen.
På ansökan som görs innan den svenske medborgaren fyller tjugotvå år får dock medges att medborgarskapet behålls. När någon förlorar svenskt medborgarskap förlorar även hans eller hennes barn sitt svenska medborgarskap, om barnet förvärvat detta på grund av att föräldern varit svensk medborgare. Svenskt medborgarskap kan dock aldrig förloras om det innebär att personen i fråga blir statslös.
Migrationsverkets eller en länsstyrelses beslut enligt lagen får överklagas till en migrationsdomstol.
En migrationsdomstols beslut överklagas hos Migrationsöverdomstolen i enlighet med bestämmelserna i 16 kap utlänningslagen.
Omprövning av medborgarskap som beviljats på felaktiga grunder har diskuterats.

## Fotnoter
1. ↑  Lag (2001:82) om svenskt medborgarskap
2. 1 2 3  14 § (2001:82)
3. ↑  22 § (2001:82)
4. ↑  16 kap. (2005:716)
5. ↑  26 § 2 stycket (2001:82)
6. ↑  ”Omprövning av medborgarskap”. SOU 2006:2. Arkiverad från originalet den 26 september 2006. https://web.archive.org/web/20060926033632/http://www.regeringen.se/content/1/c6/05/65/95/534b53fe.pdf. Läst 22 april 2012.